# Orthogastropoda
Die Orthogastropoda (Echte Schnecken) bilden ein Taxon, das von Winston F. Ponder und David R. Lindberg (1996) eingeführt wurde; es ist äquivalent zu dem von G. Haszprunar (1988)
ohne Definition vorgeschlagenen Taxon Flexiglossata.

Gemeinsam mit dem Taxon Eogastropoda (frühe Schnecken) bilden die Orthogastropoda eine monophyletische Unterteilung der Schnecken und lösen das Problem der Paraphylie der Prosobranchia
der bis dahin genutzten Systematik.
Das Taxon ist Bestandteil (Unterklasse) der Systematik von Ponder & Lindberg (1997).

Mit der stärkeren Nutzung von gentechnischen Methoden und neueren Ergebnissen wurde die kladistische, phylogenetische Systematik von Bouchet & Rocroi (2005) aufgestellt, die die Systematik von Ponder & Lindberg (1997) ablöste. In dieser Systematik sind die Orthogastropoda nicht mehr enthalten.

Die Orthogastropoda bilden also nur ein temporäres Taxon, dessen Nutzung auf die Systematik von Ponder & Lindberg (1997) beschränkt ist.

## Entwicklung des Taxons
G. Haszprunar (1988) und Ponder und Lindberg (1997) wiesen nach, dass die bisherige Großgruppe Prosobranchia innerhalb der Schnecken paraphyletisch ist. Nach den Regeln der Kladistik muss eine paraphyletische Gruppe aufgelöst und in monophyletische Gruppen unterteilt werden. Nach der kladistischen Analyse von Ponder und Lindberg (1997) werden die Schnecken daher in zwei große Gruppen untergliedert: die Orthogastropoda und die Eogastropoda. Sie können im linneisch-hierarchischen Sinn als Unterklassen behandelt werden. Die Orthogastropoda beinhalten einen Teil der sogenannten Prosobranchia sowie die Opisthobranchia und die Pulmonaten. Die Unterklasse der Eogastropoda enthält ebenfalls Taxa, die den Prosobranchia zugeordnet worden waren, aber auch die Gruppen, die man als "Echte Napfschnecken" (Patellogastropoda) bezeichnen kann.

## Definition
Die Monophylie der Orthogastropoda ist durch insgesamt 15 Synapomorphien begründet. Die Wichtigsten sind:
- eine Radula bestehend aus einer flexiblen Radulamembran („flexiglossate Radula“; daher auch der äquivalente Name Flexiglossata)
- der Protoconch ist vom Juvenilgehäuse abgesetzt
- im Adultstadium war ursprünglich ein Operculum vorhanden (reduziert in vielen Gruppen)
- eine einfache, linke Hypobranchialdrüse (Sekretionsorgan – bei der Purpurschnecke entsteht aus dem abgegebenen Sekret dieser Drüse der Purpurfarbstoff)
- Propodium mit Fußdrüsen
- Augen mit Glaskörper
- nicht mit dem Buccalapparat verbundene paarweise Kiefer
- eine einfache Niere an der rechten Seite des Pericardiums
- ein unpaariges Osphradium (Geruchsorgan)
- bewimperte Zonen an beiden Seiten des Osphradiums
- ein unpaariges Ctenidium (Kieme)

## Systematik
In der Systematik von Ponder & Lindberg (1997) werden die Orthogastropoda unterteilt in 6 Überordnungen und einem speziellen Taxon incertæ sedis für unzugeordnete Taxa. Innerhalb der 6 Überordnungen hat die Überordnung „Hot Vent Taxa“ ebenfalls einen Sonderstatus.
- Klasse Gastropoda           G. Cuvier,                        1797
  - Unterklasse Orthogastropoda W.F. Ponder & D.R. Lindberg, 1996
    - incertæ sedis
      - Ordnung        †Murchisoniida       Cox & Knight,                     1964

    - Überordnung    "Hot Vent Taxa"          W.F. Ponder & D.R. Lindberg, 1997
    - Überordnung Cocculiniformia      G. Haszprunar,                    1987
    - Überordnung Vetigastropoda       L. Salvini-Plawen,                1987
    - Überordnung Neritaemorphi        Koken,                            1896
    - Überordnung Caenogastropoda      Cox,                              1960
    - Überordnung Heterobranchia       J.E. Gray,                        1840

Unter den fossilen Gruppen sind weitere Überordnungen vorgeschlagen worden.
In der Systematik von Bouchet & Rocroi (2005) rücken die fünf etablierten Überordnungen in der Hierarchie
nach oben und werden Kladen. Die „Hot Venta taxa“ gehen im Klade Vetigastropoda auf. Die Überordnung Patellogastropoda aus der Unterklasse Eogastropoda wird zum sechsten Klade.
- Klasse Gastropoda           G. Cuvier,                        1797
  - Grade          basale Taxa, die nicht sicher zu Gastropoda gehören
  - Grade          basale Taxa, die gesichert zu Gastropoda gehören
  - Clade Patellogastropoda    D.R. Lindberg,                    1986
  - Clade Vetigastropoda       L. Salvini-Plawen,                1987
  - Clade Cocculiniformia      G. Haszprunar,                    1987
  - Clade Neritimorpha
  - Clade Caenogastropoda      Cox,                              1960
  - Clade Heterobranchia       J.E. Gray,                        1840